# Campionato africano maschile di pallavolo 1997
L'XI campionato africano maschile di pallavolo si è svolto nel 1997 a Lagos, in Nigeria. Al torneo hanno partecipato 8 squadre nazionali africane e la vittoria finale è andata per la sesta volta, la seconda consecutiva, alla Tunisia.

## Squadre partecipanti
- Algeria
- Botswana
- Camerun
- Egitto
- Nigeria
- Senegal
- Sudafrica
- Tunisia

## Classifica finale
| Classifica | Squadre   |
| ---------- | --------- |
|            | Tunisia   |
|            | Camerun   |
|            | Algeria   |
| 4          | Nigeria   |
| 5          | Egitto    |
| 6          | Senegal   |
| 7          | Sudafrica |
| 8          | Botswana  |